# 相見車站 (日本)
相見車站（日语：／ Aimi eki */?）是東海旅客鐵道（JR東海）的鐵路車站，位於日本愛知縣額田郡幸田町，是JR東海東海道本線沿線的一個新車站。相見車站是一個由居民透過地方自治體向相關單位請願而設置的請願車站，於2010年6月1日進行動工儀式開始興建，並於2011年7月14日由JR東海正式公布，根據當地的舊行政區名「相見村」，將新站名訂為「相見」。

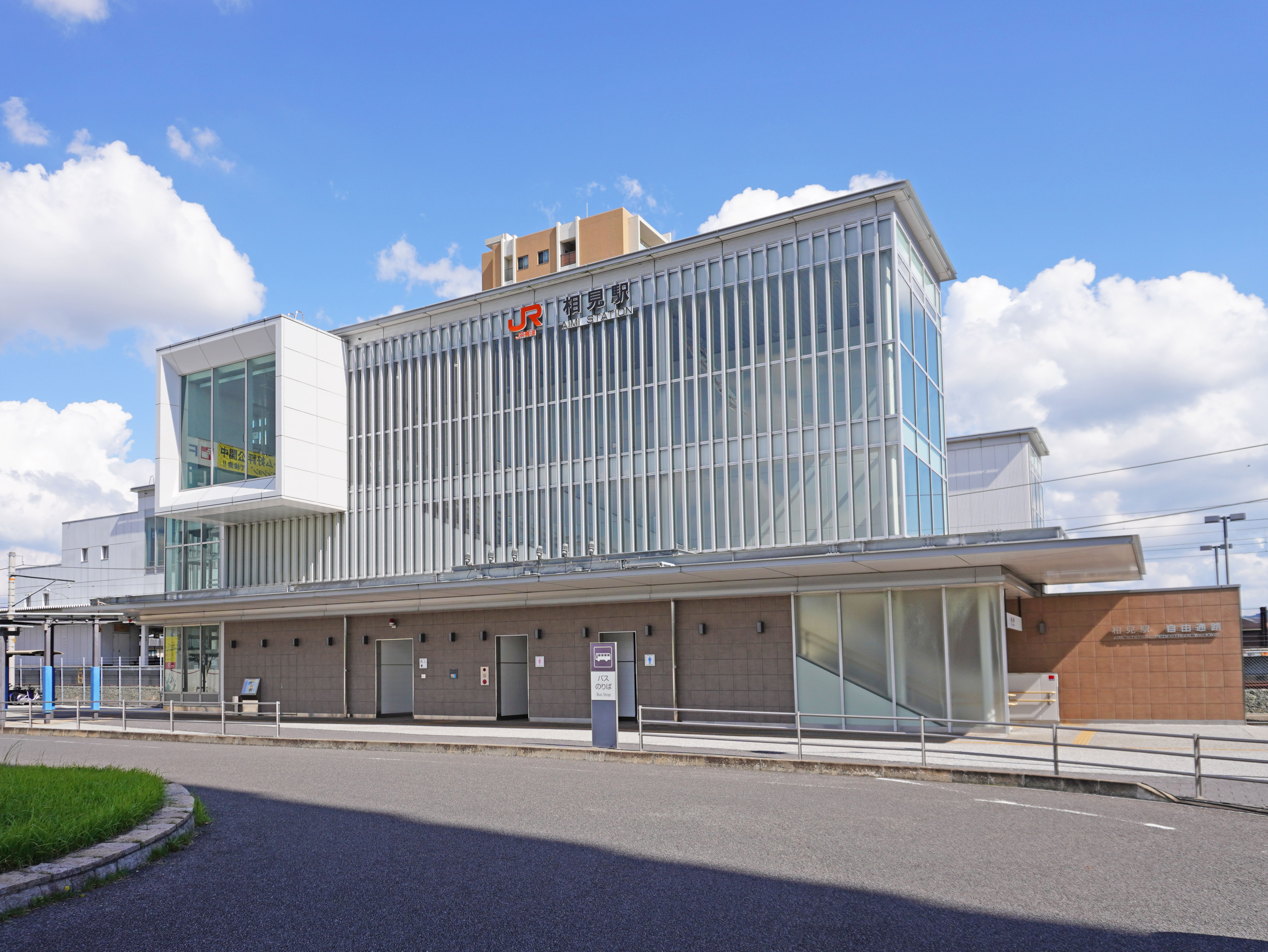
西口(2022年10月)

## 車站構造

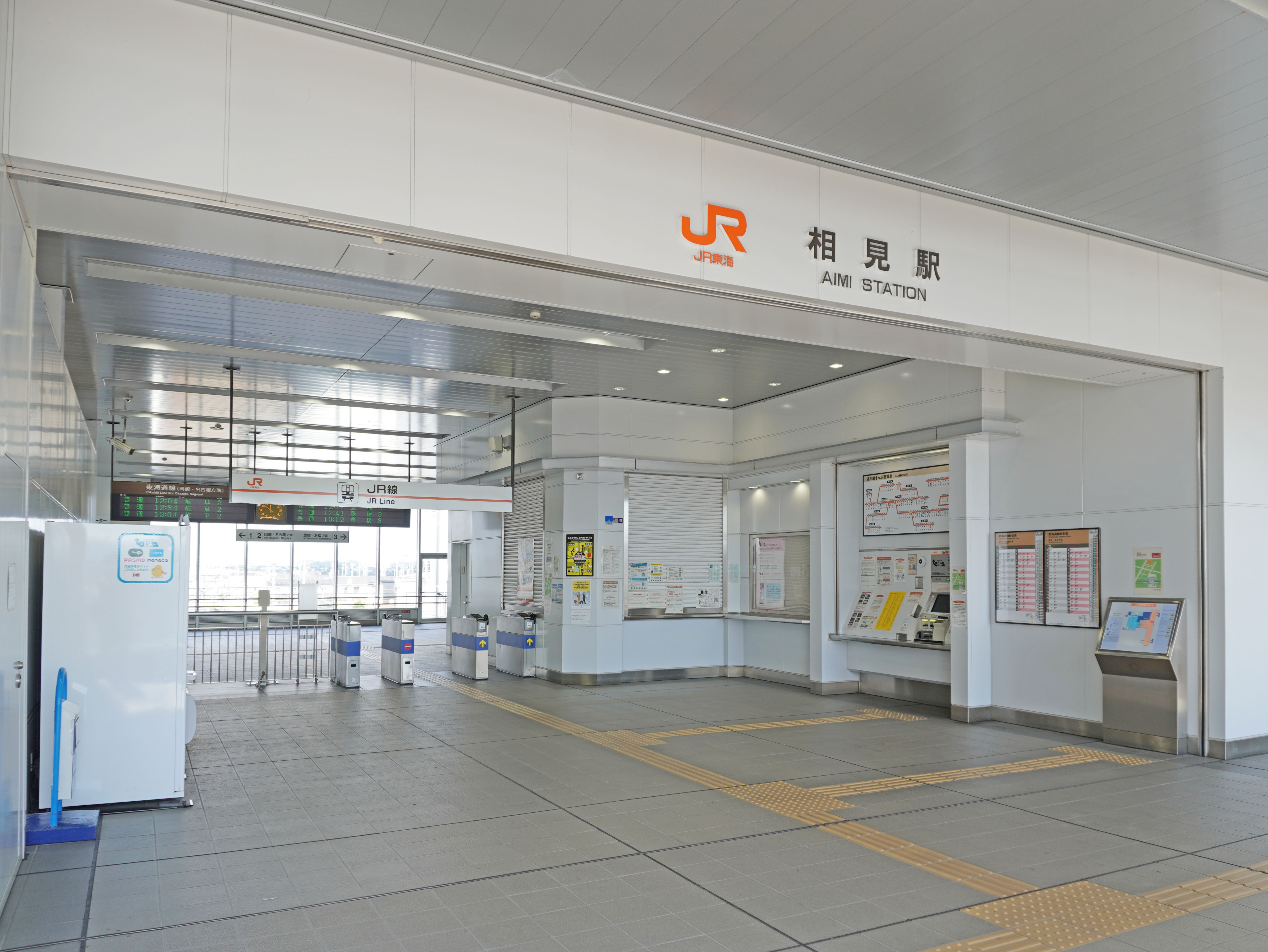
閘口(2022年10月)

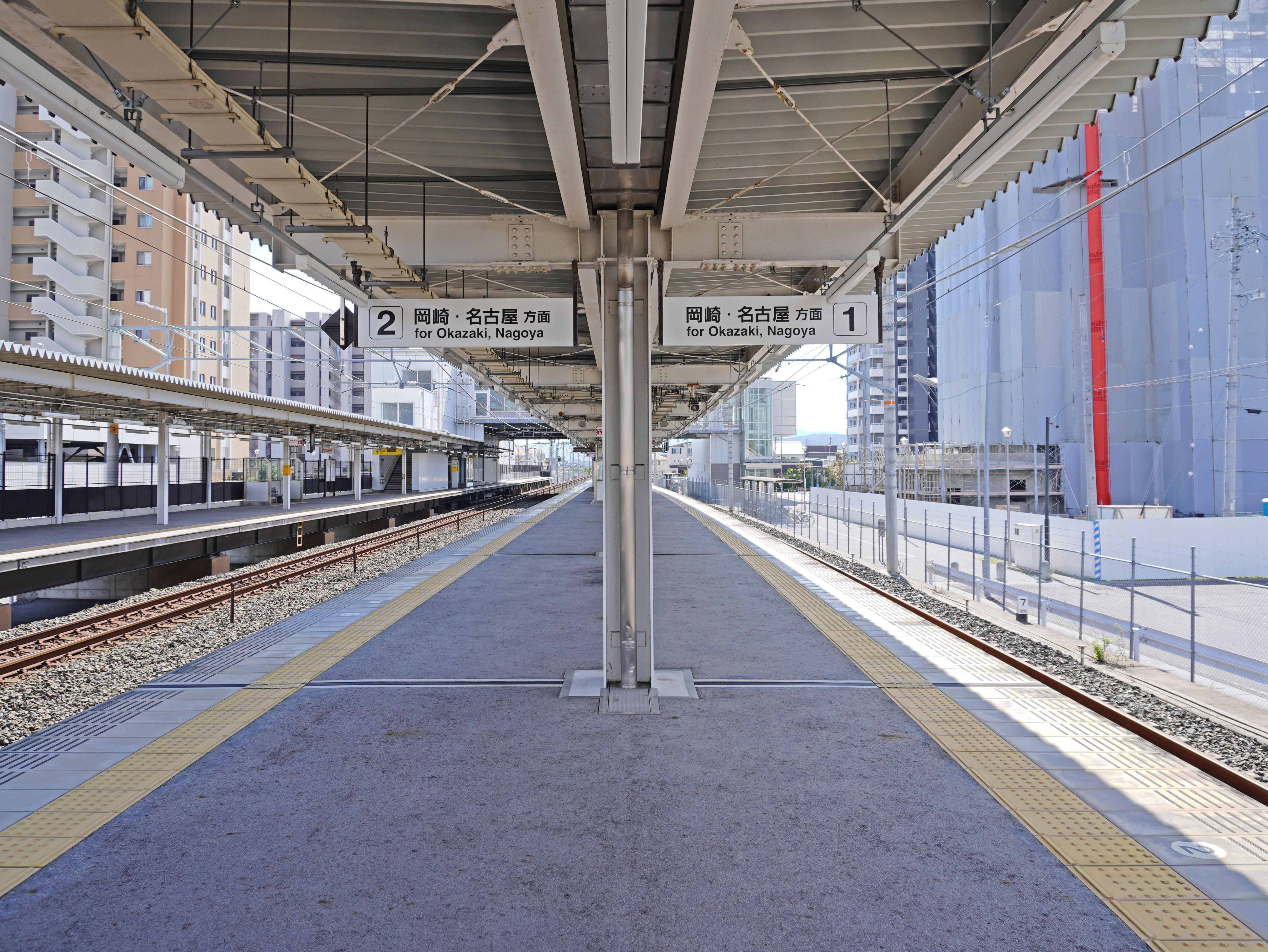
1號與2號月臺(2022年10月)

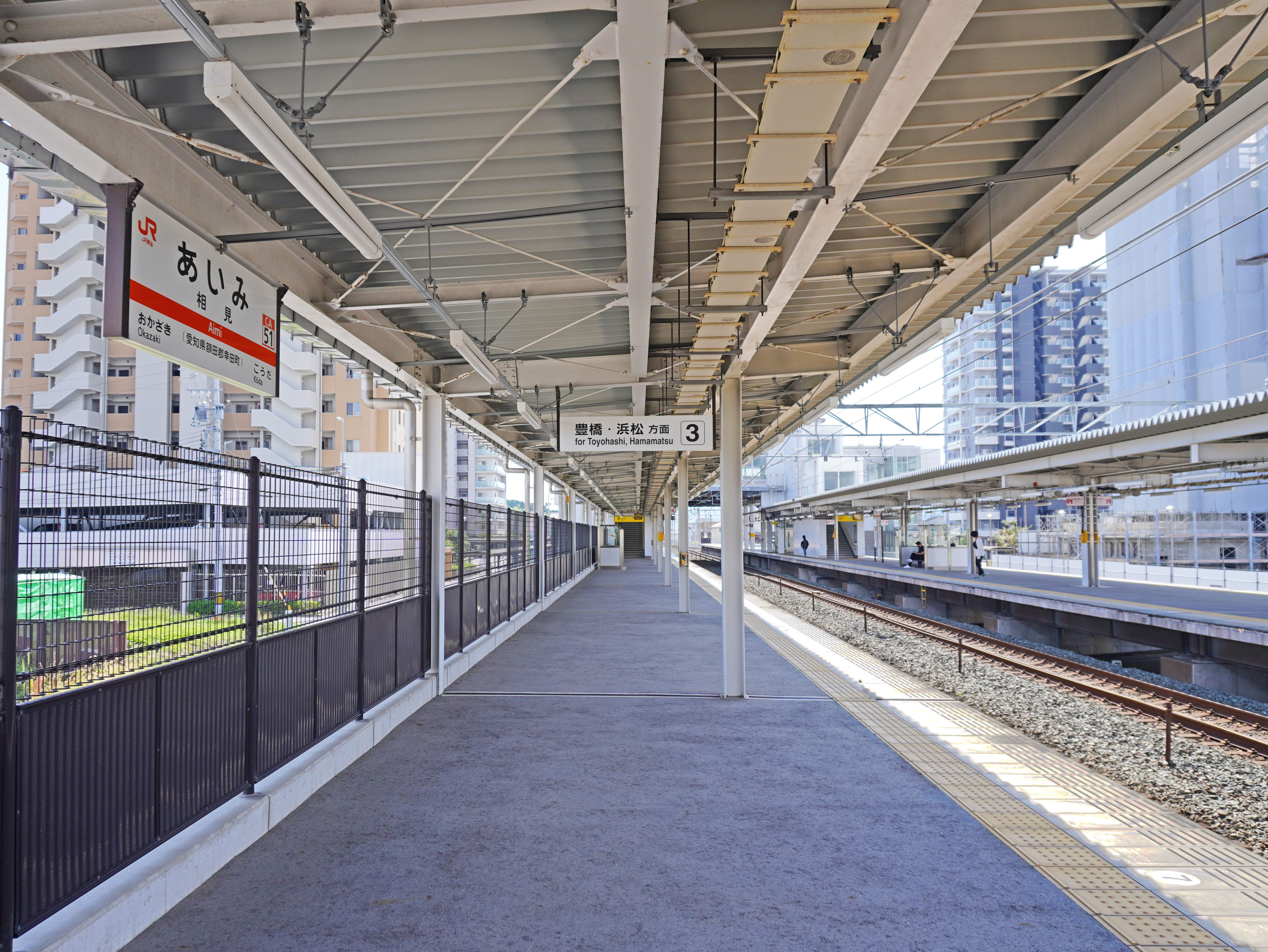
3號月臺(2022年10月)

側式月台1面1線與島式月台1面2線，合計2面3線的地面車站。島車站的主站體就直接設置在跨線人行天橋上，因此是個跨站式站房設計的車站。

### 月台配置
| 月台 | 路線       | 方向 | 目的地           |
| ---- | ---------- | ---- | ---------------- |
| 1、2 | 東海道本線 | 下行 | 岡崎、名古屋方向 |
| 3    | 東海道本線 | 上行 | 豐橋、濱松方向   |

## 使用情況
「幸田統計」，車站開業後1日平均上車人次如下表。
| 年度               | 年間 上車人次 | 定期外 上車人次 | 定期 上車人次 | 1日平均 上車人次 |
| ------------------ | ------------- | --------------- | ------------- | ---------------- |
| 2012年（平成24年） | 283,065       | 90,783          | 192,282       | 776              |
| 2013年（平成25年） | 396,967       | 108,522         | 288,445       | 1,088            |
| 2014年（平成26年） | 459,239       | 118,191         | 341,048       | 1,258            |
| 2015年（平成27年） | 513,280       | 132,639         | 380,641       | 1,402            |
| 2016年（平成28年） | 548,186       | 131,289         | 416,897       | 1,502            |
| 2017年（平成29年） | 566,484       | 140,415         | 426,069       | 1,552            |

## 相鄰車站
東海旅客鐵道
 東海道本線
■特別快速、■新快速、■快速
通過
■區間快速、■普通  
幸田（CA50）－相見（CA51）－岡崎（CA52）

### 來源
1. ↑  . 東海旅客鉄道.   [2015-09-11]. （原始内容存档于2020-10-22）.
2. 1 2 3 4 5  . 東海旅客鉄道.   [2015-09-11]. （原始内容存档于2019-10-20）.
3. ↑  “JR相見駅が開業”. 中日新聞 (中日新聞社). (2012年3月17日)
4. 1 2  駅構内の案内表記。これらはJR東海公式サイトの各駅の時刻表 （页面存档备份，存于）で参照可能（駅掲示用時刻表のPDFが使われているため。2015年1月現在）。
5. ↑  『こうたの統計』 （页面存档备份，存于）幸田町
6. 1 2 3 4 5 6 7 8  『平成26年版 こうたの統計』 幸田町、2015年3月。 - 7-1 JR駅の利用状況 (ウェブ版 （页面存档备份，存于）)
7. 1 2 3 4 5 6 7 8  『平成28年版 こうたの統計』 幸田町、2017年1月。 - 7-1 JR駅の利用状況 (ウェブ版 （页面存档备份，存于）)
8. 1 2 3 4 5 6 7 8  『平成30年版 こうたの統計』 幸田町、2019年1月。 - 7-1 JR駅の利用状況 (ウェブ版 （页面存档备份，存于）)

## 外部連結
- 相見 - 東海旅客鐵道